# The Boat (film, 2022)
Pour les articles homonymes, voir The Boat et The Boat (film, 2018).
Pour plus de détails, voir Fiche technique et Distribution.
The Boat est un thriller italien, réalisé par Alessio Liguori et mettant en vedette Marco Bocci, Diane Fleri et Filippo Nigro,,. Il est sorti en 2022.

## Synopsis
Trois jeunes couples fortunés décident de passer un week-end inoubliable sur un yacht de luxe en mer Méditerranée. Cependant, la croisière tant attendue se transforme vite pour eux en un véritable cauchemar. Après la fête, les passagers se réveillent en pleine mer et découvrent que le carburant, la nourriture, le radeau de sauvetage et l'eau ont mystérieusement disparu de leur yacht. Les ancres, les systèmes de contrôle, la radio et l'usine de dessalement ne fonctionnent pas. Alors que le yacht continue de s'éloigner du rivage, ils entendent bientôt une voix inconnue sur le talkie-walkie, qui déclenche un jeu psychologique effrayant. La peur pour leur vie réveille les côtés les plus sombres de chacun et les passagers doivent découvrir une terrible vérité du passé qu'ils aimeraient oublier,.  

## Fiche technique
- Titre : The Boat
- Réalisation : Alessio Liguori
- Scénario : Gianluca Ansanelli, Ciro Zecca et Nicola Salerno
- Photographie : Mirco Sgarzi
- Musique : Fabrizio Mancinelli
- Montage : Luigi Mearelli
- Sociétés de production : Lotus Production, Rai Cinema
- Société de distribution : Minerva Pictures

## Distribution
- Marco Bocci : Enrico
- Diane Fleri : Elena
- Filippo Nigro : Flavio
- Marina Rocco : Claudia
- Katsiaryna Shulha : Martina
- Alessandro Tiberi : Federico

### Version française
- Studio de doublage : MJM Post Prod
- Adaptation : Ambre Danglard